# Тронът
Тронът (на английски: Assassin's Quest, 1997), е последната част от първата трилогия на Робин Хоб за Кралският убиец, Фицрицарин Пророк

## Кратък сюжет
След като Фиц се самоубива в предната книга, Бърич и Сенч пробват да възкресят трупа му с помощта на вълка Нощни очи. Фицрицарин обаче е придобил твърде много от вълчите нрави докато е бил в тялото на вълка. След като приятелите се разделят, Фиц се присъединява към котерията на кралица Кетрикен в отчаян опит да помогне на Искрен, за да може той да се завърне. Славен вече е узурпирал престола и се опитва да унищожи всяка опозиция. Междувременно Фицрицарин научава че Моли му е родила дъщеря – Копривка – и че Бърич се грижи за тях. Сенч предлага да им отнесе известие, че е жив, но Фиц отказва тъй като не желае да нарани Моли, в случай, че умре (отново). Котерията – Кетрикен, Фиц, Нощни очи, Шута, Славея Сладкопойна и Кетъл – се отправят към на едно героично приключение за да намерят Искрен. Но какво ли ще се случи ....?

## Свързаност с други книги
И трите трилогии за Фицрицарин кралският убиец – Придворният убиец, Лорд Златен, и Шутът и убиецът;Фиц и Шута – са пряко свързани. Те се водят през очите на Фицрицарин който в първата книга е на 5/6 години, а към края ѝ – на 15/16. Действието във втората и третата книга продължават цикъла и обхващат около две до три години от живота на Фиц.
Втората трилогия започват 15 години по-късно, когато Фиц чука трийсетака и се развива в рамките на 3 години. Третата трилогия започва по времето когато Фиц е минал 50-те и до края ѝ той става на около 60 години. Трилогията „Сага за живите кораби“ е непряко свързана с историите за Фиц. Действието се развива в същия сетинг, но по на юг, в друга страна. Героите са други, само Шута се появява отново, но под тайна самоличност. Действието се развива като времева рамка малко преди началото на втората трилогия за Фицрицарин и в Лорд Златен има няколко малки препратки от „Живите кораби“ към Лорд Златен и обратно. Все пак трилогиите за Фиц могат да се четат без човек да е чел историите за живите кораби. В „Хрониките на дъждовните равнини“, действието продължава направо „Живите кораби“, с уговорката че Героите в Живите кораби от главни се превръщат във второстепенни в „Хрониките“.